# Palácio de Kensington
O Palácio de Kensington (em inglês: Kensington Palace) é uma residência real situada em Kensington Gardens, no Royal Borough de Kensington e Chelsea, em Londres, Inglaterra. Tem sido utilizado pela Família Real Britânica desde o século XVII. Atualmente, é a residência oficial do Príncipe e da Princesa de Gales, a princesa Eugênia do Reino Unido e seu marido Jack Brooksbank, o Duque e a Duquesa de Gloucester, o Duque e a Duquesa de Kent, e o Príncipe e a Princesa Miguel de Kent.
Atualmente, os Salões de Estado estão abertos ao público e administrados pela organização de caridade Historic Royal Palaces, uma organização sem fins lucrativos que não recebe fundos públicos. Os escritórios e apartamentos privados continuam sob a responsabilidade da Royal Household. O palácio também expõe pinturas e outros objetos da Coleção Real.

## História

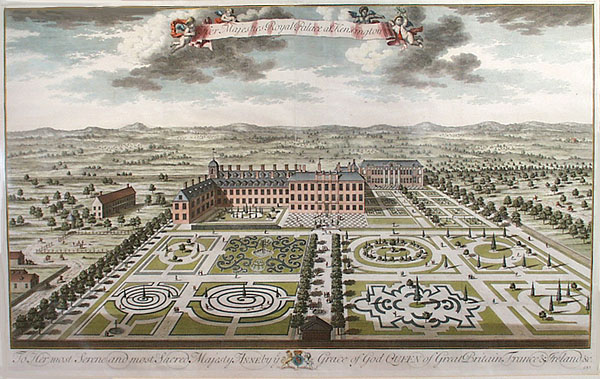
Fachada sul do Palácio de Kensington, desenhada por Johannes Kip, em 1724

A parte original do palácio, do século XVII, foi construída na aldeia de Kensington, como, Nottingham House, para o Conde de Nottingham. Esta foi comprada ao seu herdeiro, o qual era Secretário de Estado de Guilherme III de Inglaterra, em 1689, pelo próprio Rei, que queria ter uma residência em Londres, mas longe do fumarento ar da capital, uma vez que era asmático.
Na época, o bairro de Kensington era uma vilarejo fora de Londres, mas mais acessível que Hampton Court através do rio Tâmisa. Foi criada uma estrada privada a partir do palácio até ao Hyde Park Corner, suficientemente larga para permitir que várias carruagens viajassem lado a lado, parte da qual sobrevive actualmente como Rotten Row. O palácio foi aumentado e melhorado por sir Christopher Wren, com pavilhões acrescentados em cada canto do bloco central, para os necessários Apartamentos Reais aparelhados, abordados pela Grande Escadaria, uma câmara do conselho e a Capela Real. Então, quando Wren reorientou a casa para oeste, construíu as alas norte e sul para flanquear a abordagem, criando um verdadeiro cour d'honneur, par ao qual se entrava através dum arco coroado por uma torre do relógio. Apesar de tudo, como um refúgio doméstico privado, foi referenciado como Kensington House, em vez de se usar o termo "Palace". Os jardins murados da Kensington House forneciam frutos e vegetais à Corte de St. James.

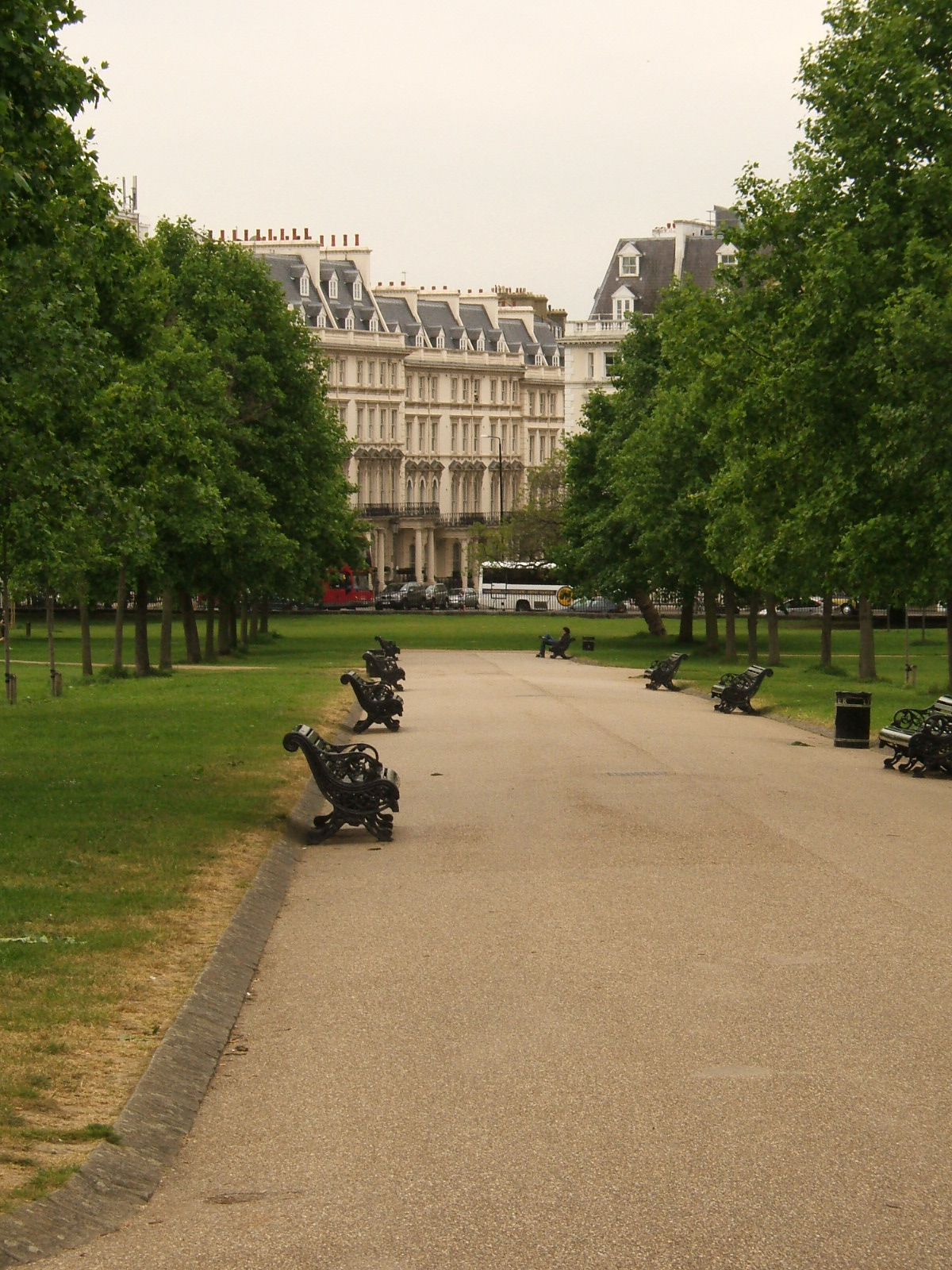
Jardins do Palácio de Kensington

Durante setenta anos, o Palácio de Kensington foi a residência favorita dos monarcas britânicos, embora a sede oficial da corte permanecesse no St. James's Palace o que, de resto, se mantém até à actualidade, embora este palácio não seja, de facto, a residência real em Londres desde o século XVII. Em 1694, a rainha Maria II morreu de varíola no palácio, aos trinta e dois anos de idade. Em 1702, Guilherme III caíu dum cavalo em Hampton Court e foi trazido para Kensington, onde morreu pouco tempo depois. Depois da morte de Guilherme III, o palácio tornou-se na residência da Rainha Ana. Em 1704, Sir John Vanbrugh desenhou a Orangery (estufa para cultivo de laranjas em climas frios) para aquela monarca e um magnífico parterre barroco de 30 acres (121.000 m²) foi disposto por Henry Wise, cujos viveiros ficavam na vizinhança, em Brompton.

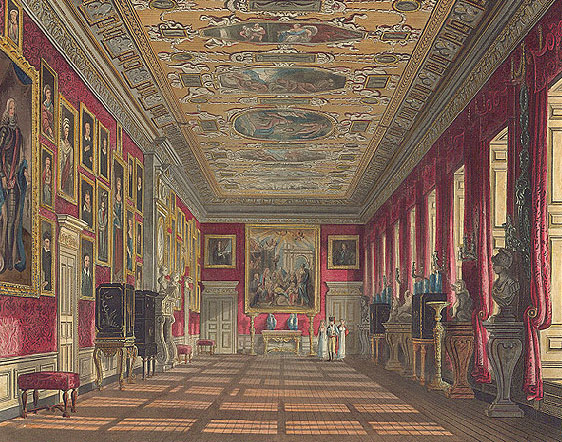
A galeria do rei no Palácio de Kensington, do livro The History of the Royal Residences, de W.H. Pyne (1819)

A partir de 1718, Jorge I gastou abundantemente na construção de novos apartamentos reais. William Kent pintou uma escadaria e alguns tectos. Em 1722, desenhou o Salão da Cúpula (Cupola Room), a principal sala de aparato, com falsas cofragens no seu alto tecto encovado; em 1819, o Salão da Cúpula foi o lugar da cristianização da princesa Vitória, a qual havia nascido em Kensington, nos aposentos do Duque e da Duquesa de Kent (no local onde fica a actual Sala de Estar Norte). O relógio musical monumental tocava melodias de Handel, Corelli e Geminiani.
O último monarca reinante a usar o Palácio de Kensington foi Jorge II. Para a sua consorte, Carolina de Ansbach, Charles Bridgeman varreu os ultrapassados parterres e redesenhou os Kensington Gardens numa forma que ainda hoje é identificável: dele são A Serpentina, o Tanque e o Grande Passeio. Depois da morte inesperada de Jorge II, ocorrida no palácio em 1760, o Palácio de Kensington apenas foi usado por figuras secundárias da realeza, incluindo a filha mais nova do Duque de Kent, Vitória, que vivia no palácio com a sua mãe (viúva do seu pai, Eduardo Augusto, Duque de Kent e Strathearn, desde 1820), antes de subir ao trono como Vitória do Reino Unido. Depois disso, Vitória mudou-se para o Palácio de Buckingham, nunca mais regressando a Kensington. A avó de Isabel II, Maria de Teck, nasceu em Kensington em 1867.

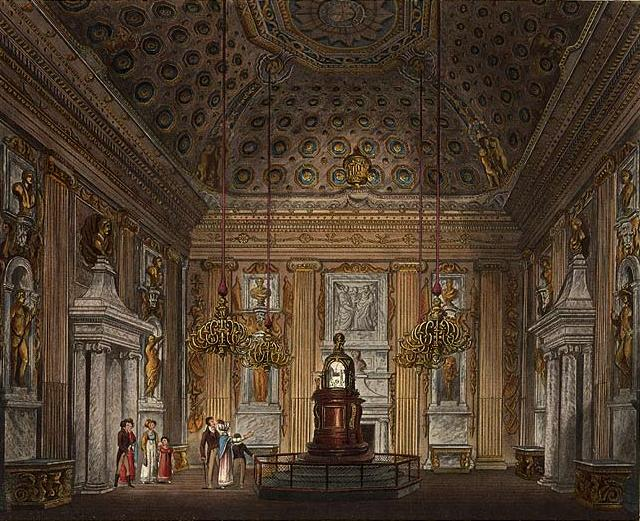
O Salão da Cúpula, desenhado pro William Kent, 1722: o monumental relógio musical, que em tempos tocou melodias de Handel, Corelli e Geminiani, permanece na sala.

Em 1981, os apartamentos 8 e 9 foram unidos para criar a residência londrina dos recém-casados Príncipe e Princesa de Gales, Carlos e Diana, permanecendo como residência oficial desta de 1992, quando Charles e Diana se separaram, até a morte da princesa em 1997, mesmo depois de divorciada. Os seus filhos, Guilherme e Henrique, frequentaram o infantário e a escola pré-preparatória em Notting Hill, a curta distância do palácio.
Em 1 de julho de 2021 uma estátua da princesa Diana, encomendada por William e Harry foi inaugurada no jardim do palácio no dia em que a princesa de Gales celebraria o seu 60.º aniversário. Encomendada em 2017, e atrasada pela pandemia, o artista responsável pela criação é Ian Rank-Broadley, o escultor e autor da imagem da rainha Isabel II nas moedas britânicas.

## Visitas e acesso
O apartamento 1A, que pertenceu à falecida princesa Margarida, está habitualmente aberto ao público. A visita dá um passo atrás no tempo e explica a história deste apartamento, desde a época do Duque de Sussex, passando pela Princesa Louise, até ao período mais recentes da Princesa Margarida e de Lord Snowdon. Também pode ser visto, apenas por via de visitas guiadas, a invenção pela qual Lord Snowdon se sentia mais orgulhoso - o seu extractor "free-standing" - o qual se encontra na cozinha.
As Salas de Aparato são administradas pela Agência dos Palácios Reais Históricos (Historic Royal Palaces Agency). Os gabinetes e áreas de acomodação privada do palácio permanecem sob a responsabilidade da Casa Real, sendo mantidos pela Secção de Propriedades da Casa Real (Royal Household Property Section).
As estações mais próximas do Metro de Londres são: Queensway, Bayswater, High Street Kensington e (ligeiramente mais longe) Gloucester Road.